# Mohamed Sanu
Mohamed Sanu (* 22. August 1989 in Sayreville, New Jersey) ist ein ehemaliger US-amerikanischer American-Football-Spieler auf der Position des Wide Receivers. Er stand in der National Football League (NFL) bei den Cincinnati Bengals, den Atlanta Falcons, den New England Patriots, den San Francisco 49ers und den Detroit Lions unter Vertrag.

## Frühe Jahre
Sanu lebte als Kind eine Zeit lang in Sierra Leone. Zurück in Amerika lebte er in Dayton, New Jersey, wo er auch auf die Highschool ging. Hier spielte er bereits American Football. Neben Wide Receiver kam er auch als Quarterback zum Einsatz. Er wechselte auf die Rutgers University. In der ersten Saison bei deren College-Football-Team fing er 51 Pässe für 639 Yards und drei Touchdowns. In seiner letzten Saison auf dem College waren es 115 Passfänge für 1.206 Yards und sieben Touchdowns.

## NFL

### Cincinnati Bengals
Sanu wurde im NFL Draft 2012 in der dritten Runde als 83. Spieler von den Cincinnati Bengals ausgewählt. Am dritten Spieltag seiner ersten Profisaison trafen die Bengals auf die Washington Redskins. Bereits beim ersten Snap seiner Mannschaft fungierte Sanu als sogenannter „Wildcat“-Quarterback (so wird ein Spieler genannt, der anstelle des eigentlichen Quarterback den Snap empfängt). Sanu warf einen 73-Yards-Touchdown auf A. J. Green. Somit hatte Sanu einen Touchdown geworfen, bevor er überhaupt auch nur einen Pass in der NFL gefangen hatte. Seinen ersten gefangenen Touchdownpass erzielte er am 10. Spieltag gegen die New York Giants. In der Saison 2013 kam er in allen Spielen der Bengals zum Einsatz. Ein Jahr später wurde seine Rolle innerhalb des Teams wichtiger, auch weil sich A. J. Green und Marvin Jones Verletzungen zuzogen. In dieser Saison beendete er zwei Spiele mit über 100 Yards nach Passempfängen. Außerdem gelang ihm am dritten Spieltag ein weiterer Touchdownpass auf seinen Quarterback Andy Dalton gegen die Tennessee Titans.

### Atlanta Falcons
Am 10. März 2016 unterschrieb Sanu einen Fünfjahresvertrag bei den Atlanta Falcons. In seiner ersten Saison für die Falcons fing er 59 Pässe für 653 Yards und erzielte vier Touchdowns. Er spielte am 5. Februar 2017 mit den Falcons im Super Bowl LI, den sie mit 28:34 verloren. Dort erzielte er zwei Passfänge für 25 Yards. In der darauffolgenden Saison gelangen ihm 67 Passfänge, was seine persönliche Bestleistung darstellt (703 Yards). In der zwölften Woche der Saison, gegen die Tampa Bay Buccaneers, warf er einen 51-Yards-Touchdownpass auf Julio Jones.

### New England Patriots
Am 22. Oktober 2019 wurde Sanu, im Tausch für einen Pick in der zweiten Runde des Drafts 2020, zu den New England Patriots transferiert. Am 3. September 2020 wurde er noch vor der Saison 2020 entlassen.

### San Francisco 49ers
Vor dem 2. Spieltag der Saison 2020 nahmen die San Francisco 49ers Sanu für ein Jahr unter Vertrag. Nach drei Spielen trennten sich die 49ers wieder von Sanu, in dieser Zeit fing Sanu einen Pass für neun Yards.

### Detroit Lions
Am 6. November nahmen die Detroit Lions Sanu in ihren Practice Squad auf. Später stand er im aktiven Kader der Lions. Er kam in sieben Spielen zum Einsatz und fing 16 Pässe für 178 Yards und einen Touchdown.

### Zweiter Aufenthalt bei den San Francisco 49ers
Im März 2021 schloss Sanu sich erneut für ein Jahr den San Francisco 49ers an. Mit den 49ers erreichte er das NFC Championship Game, welches sie mit 17:20 gegen die Los Angeles Rams verloren.

### Miami Dolphins
Am 26. Juli 2022 nahmen die Miami Dolphins Sanu unter Vertrag, entließen ihn aber vor Saisonbeginn am 29. August 2022 wieder.